# Werner Jauslin
Pour les articles homonymes, voir Jauslin.
Werner Jauslin (né le 31 juillet 1924 à Muttenz et mort le 23 mars 2015) est une personnalité politique suisse, membre du Parti radical-démocratique.

## Biographie
Werner Jauslin effectue des études d'ingénieur en bâtiment à l'École polytechnique fédérale de Zurich.
Membre du Parti radical-démocratique, il est député au Grand Conseil du canton de Bâle-Campagne de 1959 à 1968 et y préside le groupe radical de 1964 à 1967. De 1967 à 1979, il siège au Conseil des États, la chambre haute du parlement fédéral suisse. Il est également membre, de 1977 à 1980, de l'Assemblée parlementaire du Conseil de l'Europe.